# مگالی مسمر
مگالی مسمر (athlètes classants l'equipe؛ زادهٔ ۹ september ۱۹۷۱ (۵۳ سال)) ورزشکار ورزش سه‌گانه اهل سوئیس است.
وی در مسابقات کشوری و بین‌المللی در مجموع برندهٔ ۱ مدال برنز شده‌است.